# Jerzy Tur
Jerzy Tur (ur. 11 czerwca 1933 w Bondyrzu, zm. 13 kwietnia 2009 w Rzeszowie) – polski konserwator zabytków, historyk sztuki, specjalista w dziedzinie drewnianego budownictwa cerkiewnego i architektury obronnej.

## Praca zawodowa
W latach 1956–1967 był wojewódzkim konserwatorem zabytków w Rzeszowie. W 1958 roku, wraz z Aleksandrem Rybickim i Adamem Fastnachtem, był inicjatorem powstania Muzeum Budownictwa Ludowego w Sanoku. Zainicjował także powstanie Wojewódzkiej Składnicy Zabytków Ruchomych w Muzeum Zamku w Łańcucie. Był współzałożycielem i członkiem komisji konserwatorskiej greckokatolickiej archidiecezji przemysko–Warszawskiej. W latach 1991–1992 zorganizował Regionalny Ośrodek Studiów i Ochrony Środowiska Kulturowego w Rzeszowie (ob. Oddział Terenowy Narodowego Instytutu Dziedzictwa w Rzeszowie), był jego dyrektorem do roku 2002.
Był honorowym członkiem Stowarzyszenia Historyków Sztuki oraz Stowarzyszenia Muzeów na Wolnym Powietrzu. W 1979 otrzymał Złotą Odznakę „Za opiekę nad zabytkami”. W 2008 został odznaczony srebrnym Medalem „Zasłużony Kulturze Gloria Artis”.

## Życie prywatne
Był synem małżeństwa nauczycieli – Stanisława i Jadwigi.
W 1965 poślubił Barbarę Tondos, a w 1966 urodziła im się córka, Katarzyna.
Został pochowany na Nowym Cmentarzu w Zakopanem (kw. P3-A-5).

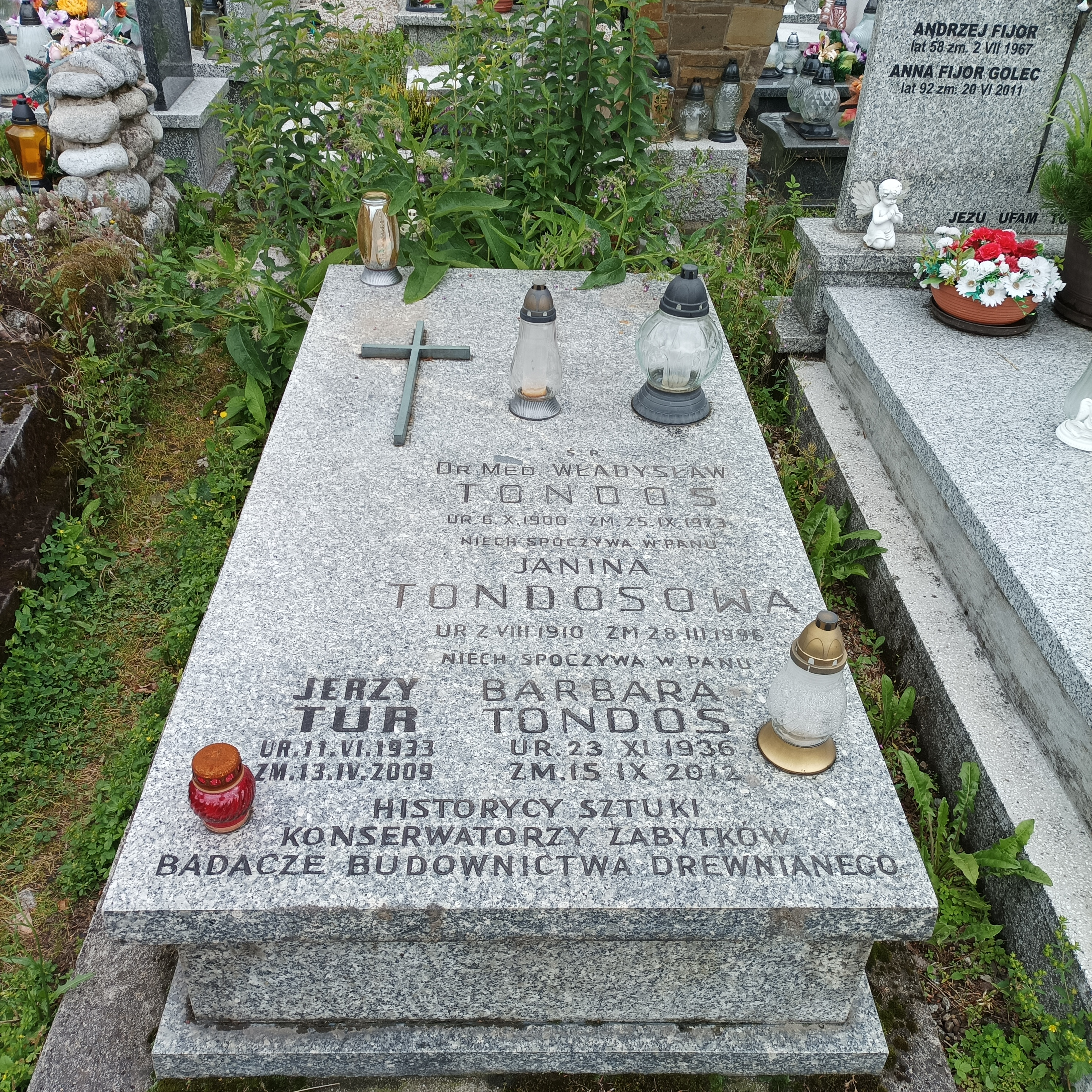
Grób Jerzego Tura i Barbary Tondos na Nowym Cmentarzu w Zakopanem

## Wybrane publikacje
- Tabeusz Budziński, Barbara Tondos, Jerzy Tur: Piękno w drewnie zamknięte. Drewniane kościółki i cerkiewki Bieszczadów, Beskidu Niskiego i Pogórza. Warszawa: Voyager, 1992. ISBN 978-83-85496-37-3. Brak numerów stron w książce
- Jarosław Giemza, Anna Fortuna-Marek, Jerzy Tur: W obronie kościołów i cerkwi drewnianych. Stowarzyszenie Pracownia Kultury Tęczy, 2000. ISBN 978-83-902932-7-1. Brak numerów stron w książce